# Peter Brötzmann
Peter Brötzmann (Remscheid, 6 de marzo de 1941-Wuppertal, 22 de junio de 2023) fue un saxofonista y clarinetista de jazz alemán, considerado como uno de los más importantes músicos de la escena conocida como jazz europeo libre.

## Biografía
Brötzmann estudió pintura en Wuppertal en una época en la que estuvo relacionado con el movimiento Fluxus y de la que pronto quedaría desencantado. Su primer concierto de jazz fue acompañando a Sidney Bechet mientras aún estudiaba en Wuppertal.
Brötzmann nunca abandonó el mundo del arte. La mayor parte de sus cubiertas, así como un gran número de carteles, han sido diseñados por él. Su formación en la música empieza de manera autodidacta, aprendiendo varios tipos de clarinetes, saxofones y el tarogato. Sus primeras colaboraciones fueron junto al contrabajista Peter Kowald y For Adolphe Sax fue su primera grabación, publicada en 1967 junto a Kowald y el percusionista Sven-Ake Johansson.
Desde entonces Brötzmann se mantuvo muy activo, grabando y de gira con regularidad. Ha publicado más de treinta álbumes como líder de banda y ha colaborado en más de un centenar. Brötzmann también ha grabado con músicos como Cecil Taylor, Willem van Ragin, Mats Gustafsson, Ken Vandermark, Conny Brötzmann Bauer y su hijo Caspar Brötzmann, el cual tocaba la guitarra.

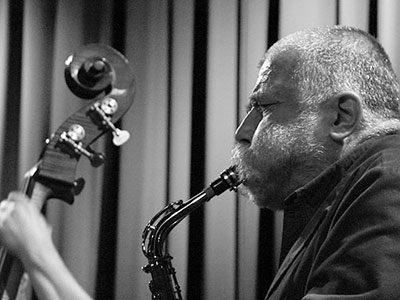
Peter Brötzmann, 2011

## Apariciones como invitado
- Black Bombaim – Black Bombaim & Peter Brötzmann (2016)
- B-Shops for the Poor – Visions & Blueprints (1992)
- Thomas Borgmann Trio – Stalker Songs (1997)
- Don Cherry, Krzysztof Penderecki & the New Eternal Rhythm Orchestra – Actions (1972)
- Heiner Goebbels – Hörstücke (1994)
- Barry Guy & London Jazz Composers' Orchestra – Study II, Stringer (2006)
- Haazz & Company – Unlawful Noise (1976)
- Charles Hayward – Double Agent(s) (Live in Japan Volume Two) (1996)
- Ruf de Heimat – Machine Kaput (1996)
- ICP Orchestra – Groupcomposing (1971)
- ICP Orchestra – "Tetterettet" (1978)
- ICP Orchestra – In Berlin (1979)
- Michael Nyman – Michael Nyman (1981)
- Misha Mengelberg – Japan Japon (1982)
- Neils & the New York Street Percussionists – Neils & the New York Street Percussionists (1990)
- Orchester 33 1/3 – Orchester 33 1/3 (1997)
- Alexander von Schlippenbach – The Living Music (1969)
- Manfred Schoof – European Echoes (1969)
- Cecil Taylor – Olu Iwa (1986)
- Cecil Taylor – Alms/Tiergarten (Spree) (1989)

## Filmografía
- RAGE!, de Bernard Josse (F 2011)
- BRÖTZMANN, Filmproduktion Siegersbusch, documentary film by René Jeuckens, Thomas Mau and Grischa Windus (Cinema, DVD, D/UK 2011)

## Publicaciones
Peter Brötzmann. We thought we could change the world. Conversations with Gérard Rouy. Wolke Verlag, Hofheim 2014. ISBN 978-3-95593-047-9.